# Pierre Funck
Pour les articles homonymes, voir Funck.

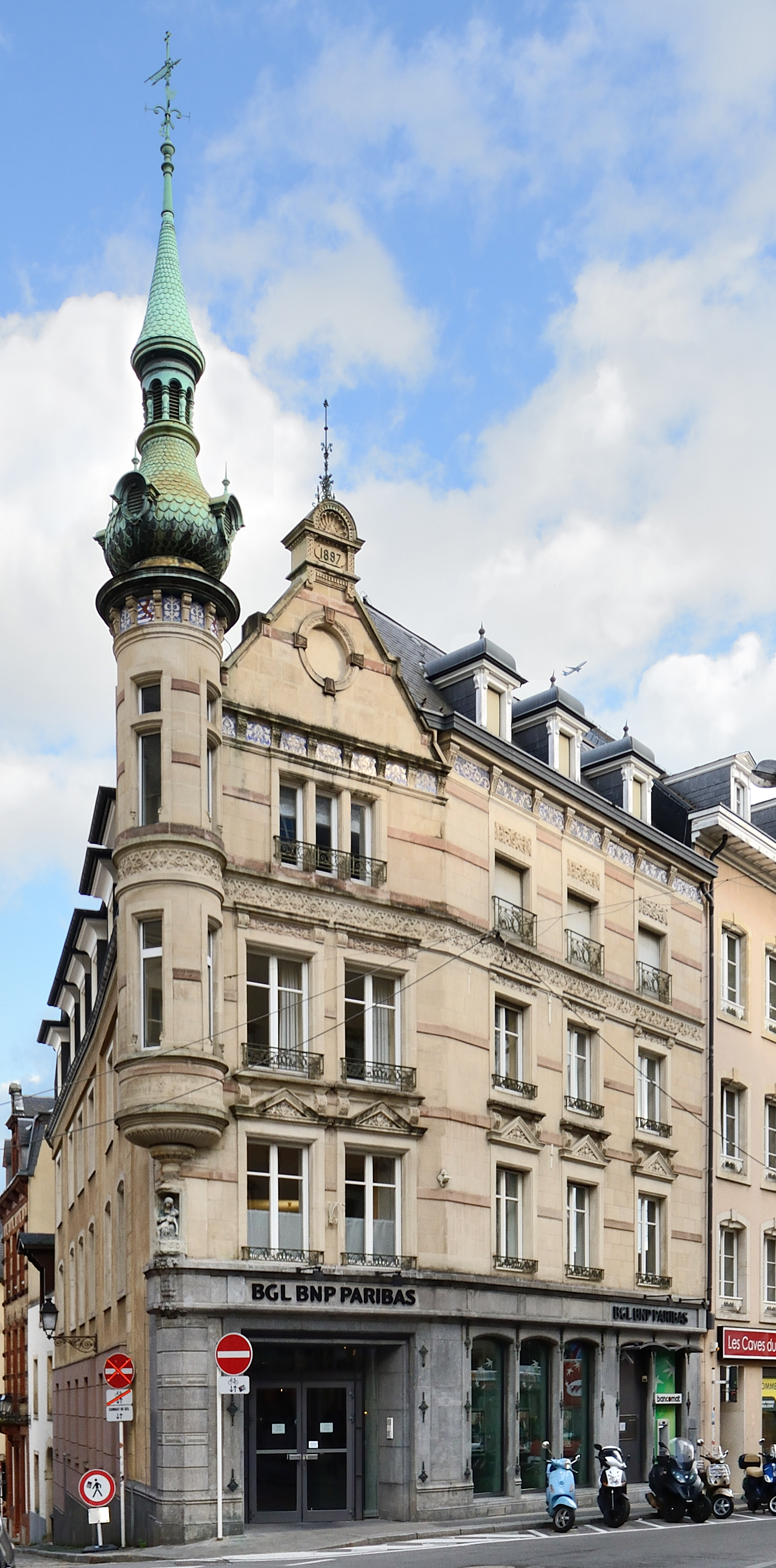
Le Conrotseck à Luxembourg. Les plans pour la nouvelle façade de 1897 sont de Pierre Funck

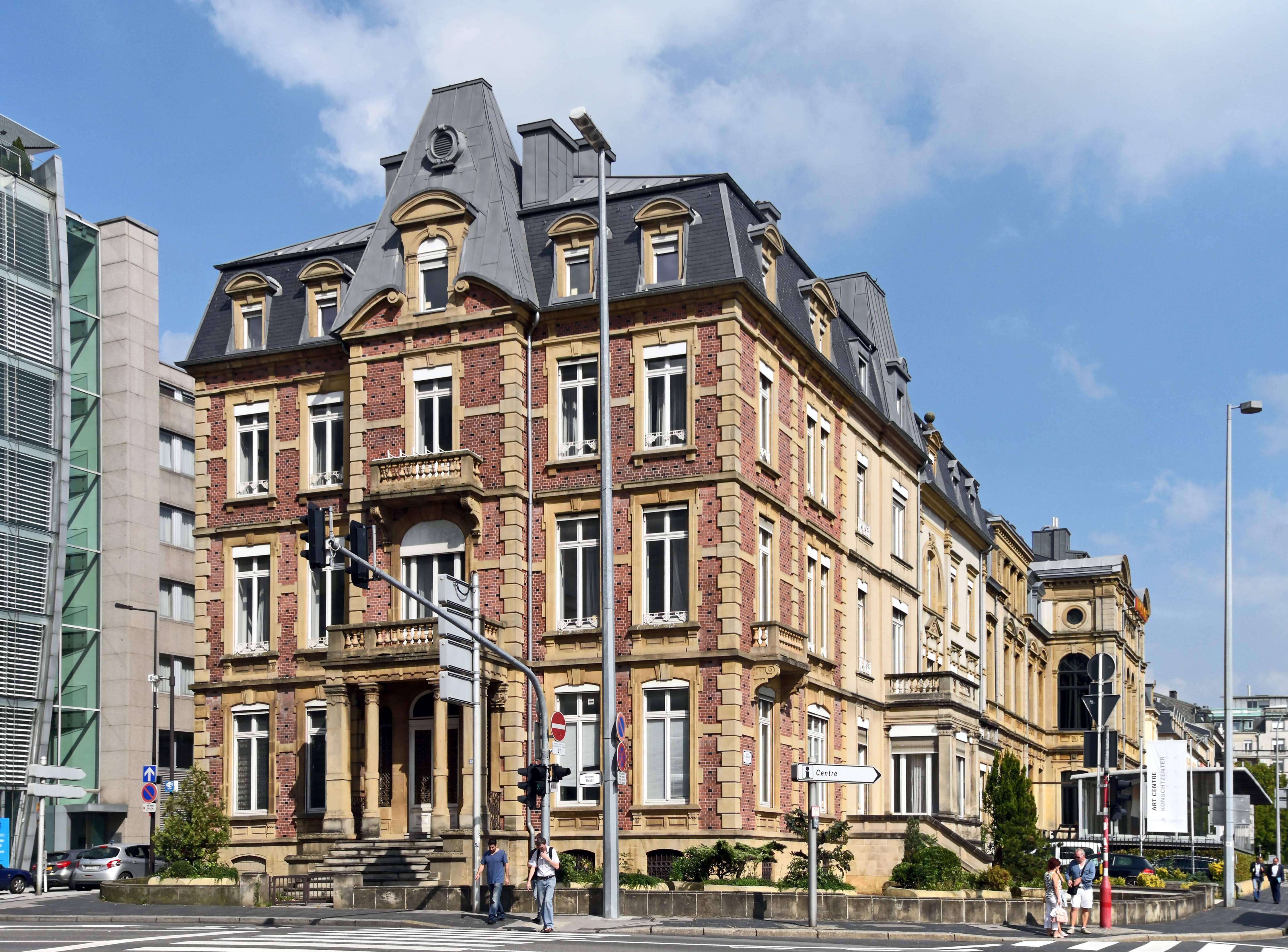
La Maison Servais.

Pierre Funck, né le 30 avril 1846 à Luxembourg-Ville (Luxembourg) et mort le 8 mai 1932 au même lieu, est un architecte luxembourgeois,,.

## Biographie

### Études et formations
Il fait ses études d'architecture à l'École nationale supérieure des beaux-arts de Paris, et y obtient son diplôme.

### Activités professionnelles
Pierre Funck est l'auteur de plusieurs œuvres architecturales au Luxembourg. On lui doit notamment l'ancien Convict épiscopal (lb), le bâtiment de la Cave à champagne Mercier à Luxembourg, le bâtiment du Cercle municipal de la capitale et le château des Letelliers à Ousterholz. Au sein de la capitale, une série de maisons est également édifiée, à l'instar de la Maison Servais sur le Boulevard Royal ou le Conrotseck au Marché-aux-Herbes (lb). À l'aide de son fils Paul Funck (lb), il conçoit les plans et met en exécution les travaux de l'ancien siège de la Banque internationale à Luxembourg (BIL). Il se rend en Lorraine où de nombreux bâtiments pour la sidérurgie et pour leurs directions, sont achevés ainsi qu'à Sarrebruck et Metz pour construire les immeubles des filiales de la BIL.
En collaboration avec l'architectes munichois Max Ostenrieder (de), il réalise le Château de Colmar-Berg et, avec son beau-père, l'architecte Jean-François Eydt, les Bains municipaux à Luxembourg, de 1873 à 1875. Il a construit avec Pierre Kemp, entre 1880 et 1882, le Casino de Luxembourg dans la rue Notre-Dame. Entre 1886 et 1892, le siège de la Fondation Jean-Pierre Pescatore est érigé sous sa supervision et toujours avec l'appui de Pierre Kemp. En 1899, il est responsable de la construction d'une école primaire à Beyren. En 1903, il dirige la construction de l'église et du presbytère à Huncherange,,.
Le 10 septembre 1880, il est le cofondateur de la Société anonyme du « Casino de Luxembourg ». Le 12 mars 1896, il est, avec son frère Michel Funck, cofondateur de la Société anonyme des hauts-fourneaux de Differdange. Le 26 juin de la même année, il est également cofondateur de la Société anonyme des ardoisières d'Asselborn.
Pierre Funck est inhumé au cimetière Notre-Dame de Luxembourg, dans le caveau familial avec son beau-père, Jean-François Eydt ainsi que son fils Paul Funck.

### Vie privée
Son petit-fils Herbert Funck, a co-développé les chaussures Dr. Martens.
Sa nièce, Adolphe Funck s'est mariée à Ernest Vander Linden et ses neveux sont Karl et Paul Bonatz, également des architectes réputés. Son oncle, Nicolas Funck (lb) est directeur du Jardin royal zoologique et botanique au Parc Léopold à Bruxelles de 1861 à 1870.

## Décoration
- Chevalier de l'ordre de la Couronne de chêne[12] (promotion 1904)
- Chevalier avec couronne de l'ordre d'Adolphe de Nassau[13] (promotion 1911)